# Aiguille de Blaitière
Die Aiguille de Blaitière ist ein 3522 m hoher Berg nahe bei Chamonix im französischen Mont-Blanc-Massiv.

## Topographie
Die Aiguille de Blaitière erhebt sich südöstlich von Chamonix oberhalb des Gletschers Glacier de Blaitière. Sie ist Bestandteil des zerklüfteten Gebirgskamms der Aiguilles de Chamonix, der sich hier von der Aiguille du Midi im Südwesten bis hin zur Aiguille des Grands Charmoz im Nordosten erstreckt. Im Südosten fließt der Glacier d’Envers de Blaitière in Richtung des Glacier du Tacul, eines Zuflusses des Mer de Glace. Nach Nordosten strömt eine markante Firnrinne, das Spencercouloir, hinab zum Glacier des Nantillons. Bekannte Nachbargipfel sind die Aiguille du Plan (3673 m) im Südwesten und die Aiguille du Grépon (3482 m) im Nordosten. Südlich liegen die Aiguille des Ciseaux (3479 m) und die Aiguille du Fou (3501 m).
Die Aiguille de Blaitière selbst weist drei verschiedene Gipfel auf, deren höchster der 3522 m hohe Zentralgipfel ist. Der Nordgipfel, auch Pte. de Chamonix, weist eine Höhe von 3507 m auf, der Südgipfel ist ca. 3521 m hoch.

## Alpinismus
Die Aiguille de Blaitière wurde am 6. August 1874 von Edward Robson Whitwell und seinen Schweizer Bergführern Christian und Johann Lauener erstbestiegen, schon 1873 hatten T.S. Kennedy, J.A.G. Marshall, J. Fischer und U. Almer den Nordgipfel erreicht. Die Anstiege, die im 19. Jahrhundert gewählt wurden, führten über die Felsen des Hauptkamms und am Rand des Spencercouloirs entlang. Sie sind heute kaum noch von Bedeutung. Als heutiger Normalweg gilt die 1898 erstbegangene Route über das Spencercouloir, die durch ca. 51° steiles Eis und Felsklettereien im III. Schwierigkeitsgrad (UIAA) von Nordosten zum Gipfel führt.
Beliebt sind auch die Routen durch die steile Westwand, die größtenteils den Charakter von Sportkletterrouten haben. Diese Routen sind teilweise steinschlaggefährdet. Nur 20 Tage nach der Erstbegehung der Westwand durch P. Allain und A. Fix am 10. September 1947 löschte ein riesiger Felssturz die neue Route vollkommen aus. Auch eine im Jahr 1952 neu erschlossene Route wurde nur ein Jahr später durch einen Felssturz völlig zerstört. Die Spuren dieser Ereignisse sind bis heute erkennbar und die betroffenen Wandpartien nicht mehr durchkletterbar. Der heute bekannteste Anstieg durch die Westwand ist die 1954 von Joe Brown und Don Whillans erschlossene Engländerführe (VII). Auch der der Westwand vorgelagerte Pilier rouge de Blaitière bietet mehrere schwierige Sportkletterrouten.
Ein weiterer beliebter Weg ist die Überschreitung der drei Blaitière-Gipfel, der Aiguille des Ciseaux und der Aiguille du Fou (V).
Ausgangspunkte für die Besteigung sind die Mittelstation der Aiguille du Midi-Seilbahn (Plan de l' Aiguille, 2310 m), Montenvers oder Chamonix.